# فلات غربی استرالیا

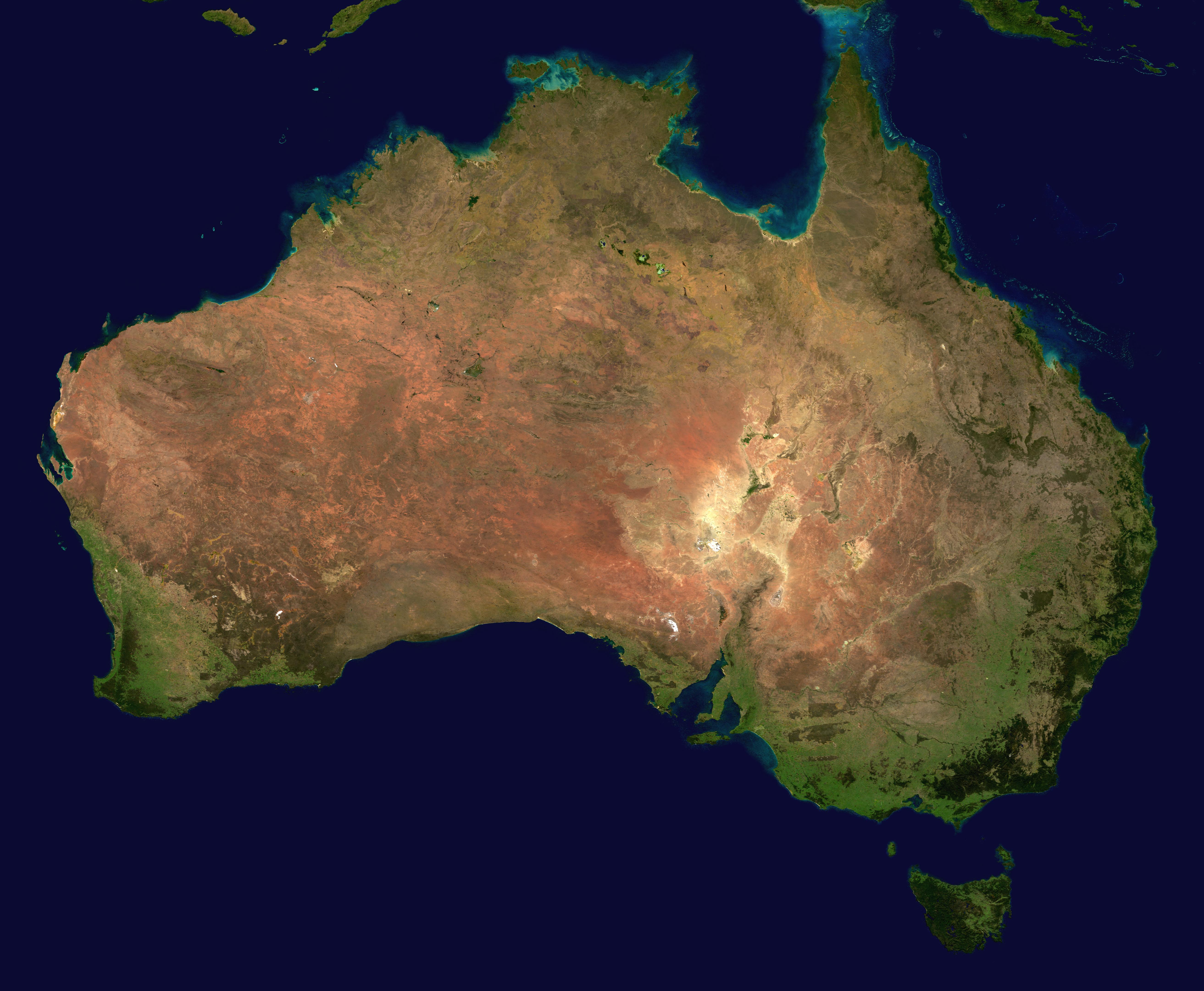
عکس ماهواره‌ای از سرزمین استرالیا

فلات غربی استرالیا بخشی از سرزمین استرالیا است که که غرب این کشور و بیشتر در ایالت استرالیای غربی قرار گرفته‌است. اما بخش‌هایی از قلمرو شمالی و استرالیای جنوبی را نیز می‌پوشاند. این فلات بیش از دو میلیون و هفتصد هزار کیلومتر مربع وسعت دارد.
فلات غربی، منطقه‌ای خشک و کم باران است و آبهای سطحی تنها بعد از بارندگی در آن دیده می‌شود. به همین دلیل این بخش از استرالیا تقریباً خالی از سکنه‌است.

## پیوندها
- Wikipedia contributors, "Western Plateau," Wikipedia, The Free Encyclopedia, http://en.wikipedia.org/w/index.php?title=Western_Plateau&oldid=149525471 (accessed January ۱۹، ۲۰۰۸).